# العلاقات الناميبية النيجيرية
العلاقات الناميبية النيجيرية هي العلاقات الثنائية التي تجمع بين ناميبيا ونيجيريا.

## مقارنة بين البلدين
هذه مقارنة عامة ومرجعية للدولتين:
| وجه المقارنة                                              | ناميبيا      | نيجيريا                     |
| --------------------------------------------------------- | ------------ | --------------------------- |
| المساحة (كم2)                                             | 825.62 ألف   | 923.77 ألف                  |
| عدد السكان (نسمة)                                         | 2.53 مليون   | 190.89 مليون                |
| الكثافة السكانية (ن./كم²)                                 | 3.06         | 206.64                      |
| العاصمة                                                   | ويندهوك      | أبوجا، لاغوس                |
| اللغة الرسمية                                             | لغة إنجليزية | لغة إنجليزية، اللغة اليوربا |
| العملة                                                    | دولار ناميبي | نيرة نيجيرية                |
| الناتج المحلي الإجمالي (بليون دولار)                      | 13.24 مليار  | 375.77 مليار                |
| الناتج المحلي الإجمالي (تعادل القوة الشرائية) بليون دولار | 25.60 مليار  | 1.09 تريليون                |
| الناتج المحلي الإجمالي الاسمي للفرد دولار أمريكي          | 4.67 ألف     | 2.64 ألف                    |
| الناتج المحلي الإجمالي للفرد دولار أمريكي                 | 9.96 ألف     | 5.91 ألف                    |
| مؤشر التنمية البشرية                                      | 0.628        | 0.514                       |
| رمز المكالمات الدولي                                      | +264         | +234                        |
| رمز الإنترنت                                              | .na          | .ng                         |
| المنطقة الزمنية                                           | ت ع م+02:00  | ت ع م+01:00                 |

## منظمات دولية مشتركة
يشترك البلدان في عضوية مجموعة من المنظمات الدولية، منها:
| علم المنظمة | اسم المنظمة                                                | تاريخ انضمام ناميبيا | تاريخ انضمام نيجيريا |
| ----------- | ---------------------------------------------------------- | -------------------- | -------------------- |
|             | البنك الإفريقي للتنمية                                     | ?                    | ?                    |
|             | العملية المشتركة للاتحاد الأفريقي والأمم المتحدة في دارفور | ?                    | ?                    |
|             | البنك الدولي للإنشاء والتعمير                              | 25 سبتمبر 1990       | 30 مارس 1961         |
|             | منظمة التجارة العالمية                                     | ?                    | ?                    |
|             | منظمة حظر الأسلحة الكيميائية                               | ?                    | ?                    |
|             | الأمم المتحدة                                              | 23 أبريل 1990        | 7 أكتوبر 1960        |
|             | مجموعة دول أفريقيا والكاريبي والمحيط الهادئ                | ?                    | ?                    |
|             | الاتحاد الأفريقي                                           | ?                    | ?                    |
|             | وكالة ضمان الاستثمار متعدد الأطراف                         | 25 سبتمبر 1990       | 12 أبريل 1988        |
|             | منظمة الشرطة الجنائية الدولية                              | ?                    | ?                    |
|             | يونسكو                                                     | 2 نوفمبر 1978        | 14 نوفمبر 1960       |
|             | مؤسسة التمويل الدولية                                      | 25 سبتمبر 1990       | 30 مارس 1961         |
|             | الاتحاد البريدي العالمي                                    | ?                    | ?                    |
|             | دول الكومنولث                                              | ?                    | ?                    |
|             | الاتحاد الدولي للاتصالات                                   | 25 يناير 1984        | 11 أبريل 1961        |

## وصلات خارجية
- موقع وزارة الخارجية النيجيرية